# Nathaniel Branden Institute
Il Nathaniel Branden Institute (NBI), originariamente Nathaniel Branden Lectures, è stata un'organizzazione fondata da Nathaniel Branden nel 1958 per promuovere la filosofia dell’Oggettivismo di Ayn Rand.
L'istituto è stato responsabile di numerose conferenze e presentazioni relative all’Oggettivismo negli Stati Uniti d'America. Molti dei soci della NBI hanno lavorato per riviste oggettiviste, come The Objectivist Newsletter e The Objectivist.
L'NBI controllava alcune aziende, come la NBI Press (società editrice che ha stampato diverse opere teatrali, nonché edizioni speciali di Calumet "K" di Henry Kitchell Webster e L'uomo che ride di Victor Hugo, le cui introduzioni sono state scritte da Ayn Rand); la NBI Book Service (che ha venduto libri Oggettivisti e libri non-Oggettivisti ma con alcuni punti di contatto con l'oggettivismo); e la NBI Art Reproductions (con opere, tra gli altri, di Frank O'Connor, Joan Mitchell Blumenthal e il ritratto di Rand fatto di Ilona Royce Smithkin). La NBI ha inoltre ristampato alcuni dei discorsi e delle interviste alla Rand, insieme ad articoli di The Objectivist Newsletter e di The Objectivist, in formato opuscolo.
Fu fatto un tentativo di fondare un teatro NBI all'inizio del 1967. Il progetto era quello di mettere in scena una versione teatrale di La fonte meravigliosa, basandosi su una versione teatrale di Barbara Branden, ma il progetto si arrestò nel 1968.
L'istituto si sciolse dopo la rottura tra Nathaniel Branden e la Rand nell'agosto del 1968. Oggi i suoi analoghi più vicini sono l'Ayn Rand Institute e The Atlas Society (precedentemente nota come The Objectivist Center). Dal 1996 fino alla sua morte nel 2014, Nathaniel Branden è stato socio di quest'ultima organizzazione.